# Iza (folyó)
Az Iza (románul: Iza) a Tisza bal oldali mellékfolyója Romániában, Máramaros megyében, a történelmi Máramaros területén.
Forrása Izaszacsal mellett, a Radnai-havasokban, a Kisbérc-csúcs alatt, 1380 m magasságban van. Itt található az Iza kék forrása Természetvédelmi Terület, ami a Radnai-havasok Nemzeti Park része, és magába foglalja az Iza barlangot, ahol a folyó ered. A folyó északnyugati irányban átszeli a Máramarosi-medencét, és Máramarosszigetnél torkollik a Tiszába. Hossza 83 km, vízgyűjtő területe 1303 km², átlagos vízhozama a torkolatnál 16,3 m³/s. Jelentősebb mellékvizei: Mára (bal), Kisjód, Bajkó, Jód, Batiza, Róna.

## Települések a folyó mentén
(Zárójelben a román név szerepel.)
- Izaszacsal (Săcel)
- Felsőszelistye (Săliștea de Sus)
- Dragomérfalva (Dragomirești)
- Izakonyha (Bogdan Vodă)
- Sajó (Șieu)
- Rozávlya (Rozavlea)
- Szurdok (Strâmtura)
- Barcánfalva (Bârsana)
- Nánfalva (Nănești)
- Váncsfalva (Oncești)
- Farkasrév (Vadu Izei)
- Bácsiláz (Lazu Baciului)
- Máramarossziget (Sighetu Marmației)
- Határvölgy (Valea Hotarului)

## Képek

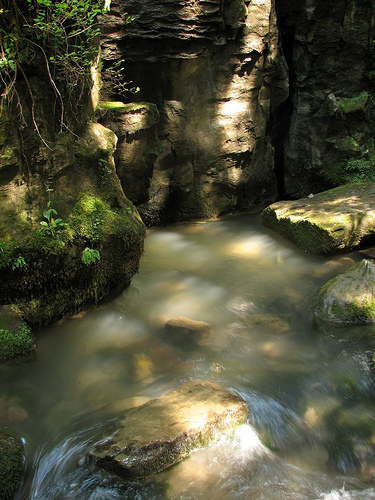
Az Iza „kék forrása”
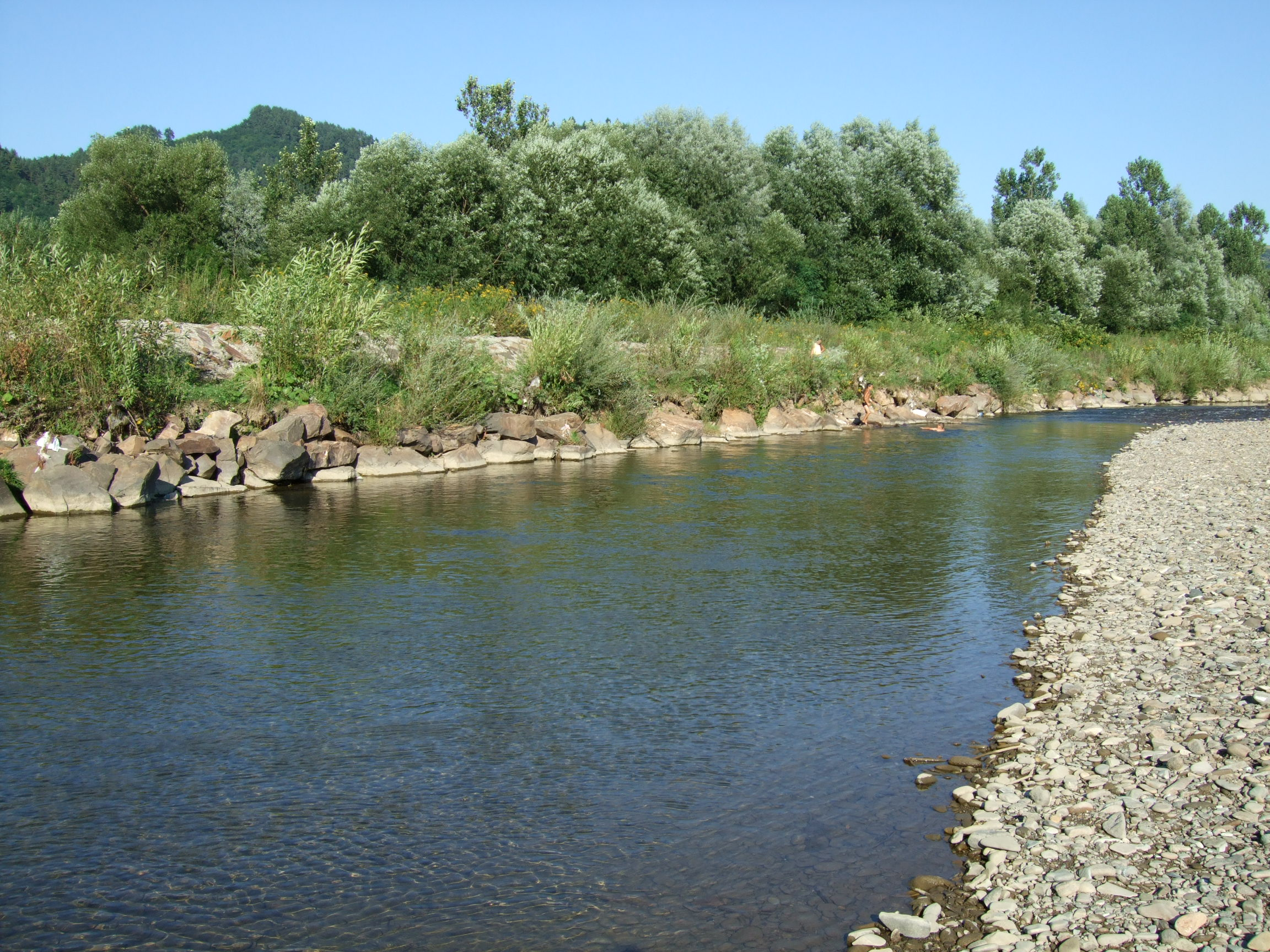
A folyó Rozávlya mellett
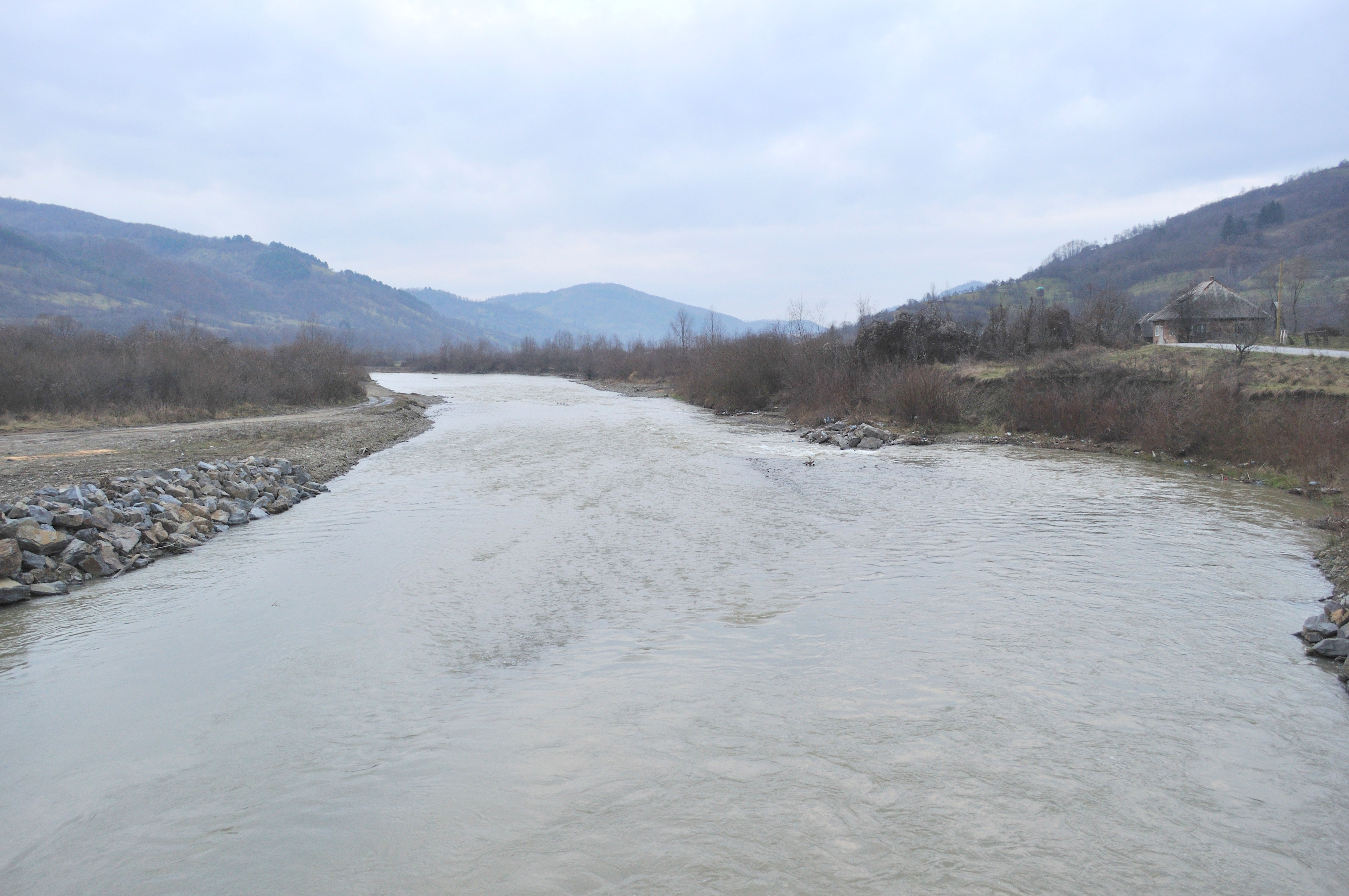
A folyó Szurdok mellett